# ورم خلايا الجزيرة
ورم خلايا الجزيرة أو ورم عصبي-صماوي بنكرياسي أو ورم صماوي بنكرياسي هو نوع سرطاني غير شائع يصيب الغدد الصماء في البنكرياس.
تشكل تقريبًا 1.3% من سرطان البنكرياس.
أطلق اسم «سرطان خلايا الجزيرة» عام 1938 على الأقل.

## النجاة
تعتمد النجاة من هذا المرض بشكل كبير على مدى تقدم المرض، حيث أنه من الممكن استئصاله إذا كان الورم مكتمل.

## معرض صور

## روابط خارجية
- ورم خلايا الجزيرة على مشروع الدليل المفتوح